# Krešimir Baranović
Krešimir Baranović (Šibenik, 25. lipnja 1894. – Beograd, 17. studenoga 1975.), bio je hrvatski skladatelj i dirigent. Školovao se u Zagrebu, Beču i Berlinu. Baletima Licitarsko srce i Imbrek z nosom utemeljio je moderni hrvatski balet.

## Životopis
Krešimir Baranović rodio se je u Šibeniku 1894. godine. U Zagrebu se školovao od 1908. do 1912. godine, privatno kod Dragutina (Carla) Kaisera i u školi Hrvatskoga glazbenog zavoda (rog kod Frana Lhotke). Učio je teoretske predmete, klavir i rog. Nakon mature, upisao je kompoziciju na Glazbenoj akademiji u Beču (1912. – 1914.). 1915. godine postao je dirigentom u Zagrebačkoj operi, gdje je ostao sve do 1927. godine, kada je prešao na istu dužnost u Beograd. Tijekom 1927. i 1928. godine gostovao je s baletskom trupom Ane Pavlove u Njemačkoj, Nizozemskoj, Švicarskoj i Italiji. U Zagreb se vratio 1928. godine na staro mjesto, gdje je ostao sve do 1943. godine, kada je preuzeo vođenje Radio-orkestra u Bratislavi (Slovačka), gdje je imenovan i za direktora Opere (1945. – 1946.). Nakon toga je od 1946. do 1964. godine bio profesor dirigiranja na Muzičkoj akademiji u Beogradu i ujedno direktor Beogradske filharmonije (1951. – 1961.). Od 1954. godine bio je redovitim članom JAZU u Zagrebu, te od 7. ožujka 1968. godine dopisnim članom SANU za Odjel likovne i glazbene umjetnosti.
Umro je u Beogradu 17. studenoga 1975. godine i pokopan je na beogradskome Groblju zaslužnih građana.

## Djelo
Kao stvaratelj, Baranović je jedna od najmarkantnijih osobnosti nacionalnog smjera u novijoj hrvatskoj i bivše-jugoslavenskoj glazbi. S posebnim afinitetom prema ruskoj glazbi, što se ogledalo i u njegovoj reproduktivnoj djelatnosti, on se nadovezuje na ranog Stravinskog (Petruška), ali oslanjajući se i na narodni melos, stvara vlastiti glazbeni jezik, čiju sočnost i bogatstvo crpi i iz svoga majstorskog poznavanja orkestra.
Kao prvenstveno operni dirigent, on daje svoje najbolje stranice u scenskim i vokalno-instrumentalnim djelima, a svojim djelom Licitarsko srce otpočinje novu epohu u razvoju suvremenog baleta u Hrvatskoj.

## Skladbe

### Vokalne skladbe
- Z mojih bregov (Fran Galović) za bariton i orkestar (1927.)
- Moj grad (Vinko Nikolić) za glas i orkestar (1943.)
- Iz osame (Krešimir Baranović) za glas i orkestar (1944.)
- Pan (Miroslav Krleža), simfonijska pjesma za recitatora, soliste, mješoviti zbor i orkestar (1957.)
- Goran (Ivan Goran Kovačić), kantata za recitatora, soliste i orkestar (1960.)
- Oblaci (Dobrica Cesarić) za mezosopran i orkestar (1963.)
- Šume, šume (više hrvatskih pjesnika), kantata za mješoviti zbor i orkestar (1967.)
- Na moru (Gustav Krklec) za bariton i orkestar (1973.)

### Scenske skladbe
- Licitarsko srce (Krešimir Baranović), balet (1924., Zagreb)
- Cvijeće male Ide (Margareta Froman, prema Hansu Christianu Andersenu), balet (1925., Zagreb)
- Striženo-košeno (Gustav Krklec), komična opera (1932., Zagreb)
- Imbrek z nosom (Krešimir Baranović), balet (1935., Zagreb)
- Nevjesta od Cetinjgrada (Marko Fotez, prema Turci idu Augusta Šenoe), komična opera (1942.; 1951., Beograd)
- Kineska priča (Dimitrije Parlić, prema Der Kreidekreis Klabunda), balet (1955., Beograd)
- scenske glazbe za Tirena (Marin Držić), Dundo Maroje (Marin Držić), Antigona (Sophokles) i Henri IV. (Shakespeare)

### Instrumentalne skladbe
- koncertna uvertira (1916.)
- simfonijski scherzo (1921.)
- Svatovac za orkestar (1922.)
- gudački kvartet (1924.)
- Poème balkanique za orkestar (1926.)
- suita iz baleta Licitarsko srce za orkestar (1927.)
- sinfonietta u Es Duru (1939.)
- Pjesma guslara, rapsodija za orkestar (1945.)
- sinfonieta za gudački orkestar (1952.), obrađena za gudački kvartet 1924.
- koncert za rog i orkestar (1973.)

## Nagrade
- 1960.: Oktobarska nagrada grada Beograda, za kantatu Goran[3]
- 1962.: Sedmojulska nagrada, za životno djelo[3]
- 1971.: Nagrada AVNOJ-a[4]
- Orden rada prvog reda
- Orden zasluga za narod prvog reda